# James Smith (pugile)
James Smith (Magnolia, 3 aprile 1953) è un ex pugile statunitense, soprannominato Bonecrusher (Spaccaossa).

## Biografia
Laureatosi in amministrazione aziendale negli anni '70, prestò servizio nella polizia carceraria e nell'esercito americano.

## Carriera
Divenuto professionista solamente nel 1981, nel 1984 sconfisse Frank Bruno sfidando poi Larry Holmes per la versione IBF del titolo mondiale dei massimi: Holmes vinse per k.o. alla dodicesima ripresa. Il 12 dicembre 1986 vinse contro Tim Witherspoon il titolo della WBA.
Il 7 marzo 1987, fu il primo sfidante di Mike Tyson che - dal par suo - si era aggiudicato la cintura WBC il 22 novembre precedente. Iron Mike concluse vittoriosamente la prima difesa, trionfando ai punti dopo 12 riprese. Ormai prossimo ai 35 anni, Smith disputò pochi altri incontri di rilievo; l'ultimo fu nel 1999 contro Holmes, dopo il quale si ritirò.